# Башляр, Гастон
Гастон Башляр (фр. Gaston Bachelard; 27 июня 1884, Бар-сюр-Об, Об — 16 октября 1962, Париж) — французский философ и искусствовед.

## Биография

### Ранние годы и война
Гастон Башляр родился 27 июня 1884 года в бедной семье ремесленника в Бар-сюр-Обе, Шампань. С 1895 по 1902 год учился в колледже Бар-сюр-Оба. С 1902 по 1903 год преподает в колледже Сезанна. С 1903 по 1905 год работает внештатным сотрудником в почтовом управлении в Ремирмоне. С 1906 по 1907 год проходит военную службу в качестве телеграфиста в 12-м драгунском полку в Понт-а-Муссоне.
С 1907 по 1913 год Башляр работает комиссаром в почтовом управлении в районе Восточного вокзала в Париже. В 1912 году собирался провести конкурс инженеров почтовой связи, в чем потерпел неудачу. В том же году становится лиценциатом в области математических наук.
8 июля 1914 года Башляр женился на молодой учительнице Жанне Росси в Мезон-ле-Сулен. 2 августа 1914 года был мобилизован на Первую мировую войну в 12-й драгунский полк Понт-а-Муссона, затем был переведен в 5-й драгунский полк в 1915 году, а оттуда – в 8-й инженерный полк, в составе которого и проходил дальнейшую службу до 15 марта 1919 года. В общей сложности он провел на войне 38 месяцев. Получил боевую награду «Военный крест».

### Академическая карьера
После войны, с 1919 по 1930 год, Башляр работал профессором физики и химии в колледже Бар-сюр-Оба. В это время они с женой живут в местной школе маленькой деревни Вуаньи. Главная улица Вуаньи сегодня носит имя Жанны Башляр, а путь, которым профессор добирался до Бар-сюр-Оба, местными жителями называется «дорогой Гастона Башляра». Жанна умерла 20 июня 1920 года и оставила Гастону дочь Сюзанну, родившуюся 18 октября 1919 года. Впоследствии она пошла по стопам отца и стала профессиональным философом и историком философии. В 1920 году Башляр становится лиценциатом в области философии, отучившись всего год. В 1922 году становится агреже по философии, после чего преподает философию в Бар-сюр-Обе, при этом продолжая преподавание естественных наук.
23 мая 1927 года получает докторскую степень в Сорбонне. Его первым научным исследованием был «Очерк о приблизительном познании», написанный под руководством Абеля Рэя и Леона Брюнсвика. С октября 1927 года Башляр преподает философию на филологическом факультете в университете Дижона, с 1930 по 1940 год — в качестве профессора. Заводит дружбу с Гастоном Рупнелем.
25 августа 1937 года Башляр становится кавалером Ордена Почетного легиона. С 1940 по 1954 год занимает профессорскую должность в Сорбонне. Там он становится главой кафедры истории и философии науки, сменяя на этой должности Абеля Рэя, директора Института истории науки и техники. 10 июля 1951 года Башляр получает офицерскую степень Ордена Почетного легиона. В 1954 году он становится почетным профессором Сорбонны.

### Последние годы и смерть
В 1955 году Башляр становится членом Академии моральных и политических наук, занимая там место Эдуарда Леруа. Указом от 24 января 1956 года назначен командором Ордена за заслуги перед почтой. В 1960 году получает командорскую степень Ордена Почетного легиона. 6 ноября 1961 удостаивается Большой премии в области наук и искусств, присуждаемой министерством культуры Франции. Умер в Париже 16 октября 1962 года в возрасте 78 лет, похоронен в Бар-сюр-Обе.

## Философия науки
Предметом интереса Гастона Башляра на протяжении всей его жизни являлись философские основы естественных наук. Свои первые работы по этой проблематике он начал публиковать на рубеже 1920–1930-х годов. Его философским дебютом стало исследование «Очерк о приблизительном познании» («Essai sur la connaissance approchée», 1928). За ним последовали такие работы, как «Новый научный дух» («Le nouvel esprit scientifique», 1934) и «Становление научного духа: заметки по психоанализу объективного познания» («La formation de l’esprit scientifique: contribution à une psychanalyse de la connaissance objective», 1938). Уже в довоенных книгах Башляра заметно как влияние школы Анри Бергсона и психоанализа, так и научного конструктивизма.
В своих дальнейших работах, таких, как «Прикладной рационализм» («Le Rationalisme appliqué», 1949) и «Рациональный материализм» («Le matérialisme rationnel», 1953) Башляр продолжил систематический анализ философских проблем естествознания, сконцентрировавшись на проблеме научного творчества и анализе основных понятий современной науки. Ввел понятие технонауки.

## Психоанализ стихий
Другой важной составляющей философского наследия Башляра является его пятитомное исследование о психоаналитическом значении для воображения человека образов классических «материальных стихий». Начало этому исследованию было положено Башляром ещё в 1938 году в небольшом исследовании «Психоанализ огня» («La psychanalyse du feu»). Позже последовали «Вода и грёзы» («L’eau et les rêves», 1942), «Воздух и сновидения» (в русском переводе работа названа «Грёзы о воздухе», «L’air et les songes», 1943), двухтомник, посвящённый образам земли — «Земля и грёзы о покое» («La terre et les rêveries du repos», 1946) и «Земля и грёзы воли» («La terre et les rêveries de la volonté», 1948). Это исследование проведено Башляром с привлечением самого широкого литературного, историко-философского и научного материала.

## Психология творчества
Отчасти продолжают, а во многом развивают методологию, применённую Башляром при исследовании образов стихий, его работы, посвященные разным аспектам философии и психологии искусства и художественного творчества, постижения человеком пространства. Большое влияние на эти исследования философа оказала феноменологическая школа. В книге «Поэтика пространства» («La poétique de l’espace», 1958) Башляр анализирует образы дома, чердака, ящика, сундука, гнезда, раковины как выразительных форм, описывающих тот или иной феноменологический опыт пространства. Башляр считал, что опыт, пережитый в первом доме человека, может влиять на всю оставшуюся жизнь. Именно в самом первом доме, по мнению Башляра, у человека формируются алгоритмы мышления и запоминания. Следуя теории архетипов К. Г. Юнга, свои наблюдения Башляр подкрепляет комментариями из поэтических произведений. Обширный художественный материал, привлекаемый автором, показывает, откуда, из какого жизненного (творческого) опыта рождаются художественные сюжеты.
В книге «Пламя свечи» («La flamme d’une chandelle», 1961), Башляр описывает переживания, связанные с созерцанием пламени свечи или лампы.

## Значение Башляра
В истории философии мало найдётся персон, которые обладали бы столь разносторонними интересами, как Башляр. Его интерпретация как поэтических текстов так и естественнонаучных теорий оказала заметное влияние на дальнейшее развитие гуманитарных наук и эпистемологии. В частности, деятельность Башляра стала одним из ориентиров для таких видных исследователей науки и искусства, как Луи Альтюссер, Ролан Барт, Мишель Фуко, Жан Старобинский.

## Башляр в России
Книги Башляра начали переводиться на русский язык только с началом перестройки. На сегодняшнее время переведены на русский язык все основные произведения Гастона Башляра, как посвященные философии науки, так и его работы, посвященные «психоанализу стихий» и феноменологии творчества и способности воображения.

## Произведения Башляра
- Интуиция мгновения (L’Intuition de l’instant) — 1931, русский перевод — 2009
- Новый научный дух (Le nouvel esprit scientifique) — 1934, русский перевод — 1987
- Психоанализ огня (La psychanalyse du feu) — 1938, русский перевод — 1993
- Философское отрицание (La philosophie du non) — 1940), русский перевод — 1987
- Вода и грёзы (L’eau et les rêves) — 1942, русский перевод Б. М. Скуратова — 1998
- Грёзы о воздухе (L’air et les songes) — 1943, русский перевод Б. М. Скуратова — 1999
- Земля и грёзы о покое (La terre et les rêveries du repos) — 1946, русский перевод — 2001
- Земля и грёзы воли (La terre et les rêveries de la volonté) — 1948, русский перевод Б. М. Скуратова — 2000
- Прикладной рационализм (Le Rationalisme appliqué) — 1949, русский перевод — 2000
- Рациональный материализм (Le matérialisme rationnel) — 1953, русский перевод — 2000
- Поэтика пространства (La poétique de l’espace) — 1958, русский перевод — 2004
- Поэтика грёзы (La poétique de la rêverie) — 1961, русский перевод — 2009
- Пламя свечи (La flamme d’une chandelle) — 1961, русский перевод — 2004